# Tatiana Stykel
Tatiana Stykel (ou Tatjana Stykel), née en 1973, est une mathématicienne russe qui travaille comme professeure de mathématiques computationnelles à l'Institut de mathématiques de l'université d'Augsbourg en Allemagne. Ses intérêts de recherche comprennent l'algèbre linéaire numérique (en), la théorie du contrôle et les systèmes d'équations algébriques différentiels (en).

## Formation et carrière
Stykel a obtenu un baccalauréat et une maîtrise de l'université d'État de Novossibirsk en 1994 et 1996. Après des études de troisième cycle en tant qu'institut de recherche à l'université Humboldt de Berlin et à l'Université de technologie de Chemnitz, elle a obtenu un doctorat de l'université technique de Berlin en 2002 et une habilitation de l'université technique de Berlin en 2008. Sa thèse de doctorat, intitulée Analysis and Numerical Solution of Generalized Lyapunov Equation, a été supervisée par Volker Mehrmann.
Après avoir terminé son doctorat, elle a été chercheuse postdoctorale à l'université de Calgary, puis chercheuse et professeure invitée à l'Université technique de Berlin de 2003 à 2011, date à laquelle elle a pris son poste actuel à Augsbourg.

## Prix et distinctions
En 2003, Stykel a été l'une des lauréats du deuxième prix du prix Leslie Fox pour l'analyse numérique. Elle a remporté le prix Richard-von-Mises de la Société de mathématiques appliquées et de mécanique (GAMM) en 2007.